# Untere Pulsnitzniederung
Das Naturschutzgebiet Untere Pulsnitzniederung liegt im Landkreis Elbe-Elster in Brandenburg.
Das aus zwei Teilflächen bestehende Gebiet mit der Kenn-Nummer 1375 wurde mit Verordnung vom 4. Mai 2006 unter Naturschutz gestellt. Das rund 667 ha große Naturschutzgebiet erstreckt sich nördlich und nordwestlich des Kernortes von Gröden und nördlich und südlich der Pulsnitz. Westlich verläuft die B 101, östlich die Landesstraße L 592 und südlich die L 59. Nördlich fließt die Schwarze Elster, unweit südwestlich verläuft die Landesgrenze zu Sachsen.